# Setubinha
Setubinha es un municipio brasileño del estado de Minas Gerais, localizada en el Valle del Mucuri. Su población estimada en 2020 era de 12.378 habitantes.